# Helena Machado
Helena Machado, é uma socióloga e escritora portuguesa. Agregada em Sociologia, é hoje professora universitária e presidente do Instituto de Ciências Sociais (ICS), na Universidade do Minho.
Nascida em Guimarães, desde criança, demonstrou interesse em explorar o mundo e outras culturas, aspirando inicialmente a ser jornalista. No entanto, ao optar por um curso universitário, escolheu Sociologia como uma forma de compreender melhor a diversidade cultural e os mecanismos sociais. A sua carreira académica e profissional tem sido marcada por uma abordagem criativa e interdisciplinar. A sua vida profissional está centrada no campus de Gualtar, em Braga, onde trabalha e leciona. Além disso, Helena é uma entusiasta do desporto, especialmente ténis e desportos de raquete, e tem uma conexão profunda com o mar, influenciando até mesmo a sua pesquisa académica.

## Percurso académico

### Contribuições e Pesquisas
Especializada em estudos sociais da ciência e tecnologia, é reconhecida pelo seu foco nas interações entre genética e sociedade. Em 2015, recebeu uma prestigiosa Consolidator Grant do Conselho Europeu de Investigação, um dos financiamentos mais disputados do mundo académico. É coautora de mais de 200 trabalhos académicos, livros e capítulos de editoras nacionais e internacionais. Liderou equipas de pesquisa que exploram as implicações éticas, sociais e políticas da partilha transnacional de dados genéticos, assim como as controvérsias relacionadas com tecnologias emergentes na identificação criminal. Além disso, atua como cocoordenadora do Forensic Databasing Advisory Board, um comité internacional interdisciplinar que assessora a Sociedade Internacional de Genética Forense. A sua experiência inclui atividades de consultoria científica para várias agências de ciência e inovação, bem como consultoria em ética e regulação em países como Brasil, África do Sul e Austrália. Dentro da produção literária, destaca-se com o seu contributo de um manual de sociologia do crime.

## Prémios e distinções

#### 2005
- Menção Honrosa da 4.ª Edição do Prémio CES para Jovens Cientistas Sociais de Língua Oficial Portuguesa[10]

#### 2022
- Prémio de Mérito Científico da Universidade do Minho[3]